# 武田崇信
武田 崇信（たけだ たかのぶ、文政10年（1827年） - 明治7年（1874年）12月）は、幕末の高家旗本。武田信典の子。武田信之の養子となる。通称は采女。官位は従五位下侍従、大膳大夫。

## 生涯
嘉永元年（1848年）11月28日、将軍徳川家慶に御目見する。安政4年（1857年）8月12日、部屋住ながら高家見習に召し出される。同年9月28日、従五位下侍従・安芸守に叙任し、後に大膳大夫に改める。同年10月28日、高家職に就く。安政5年（1858年）11月24日、養父信之の隠居により家督を相続した。慶応4年（1868年）3月11日、高家職を辞任する。明治3年（1870年）に元高家・織田信真の弟鐡之丞を婿養子とするが、明治4年（1871年）に鐡之丞と離縁の後、元浦賀奉行・遠山景高の五男信任を婿養子とする。明治7年12月死去する。
大正期に下橋敬長の語った高家旗本の話で、明治維新後に没落し「他所の二階におるというような」事例で挙げられる「武田大膳大夫正四位上左近衛少将」とは、崇信と推測される。実父信典の官位と崇信の通称を混同したようである。